# キマリス

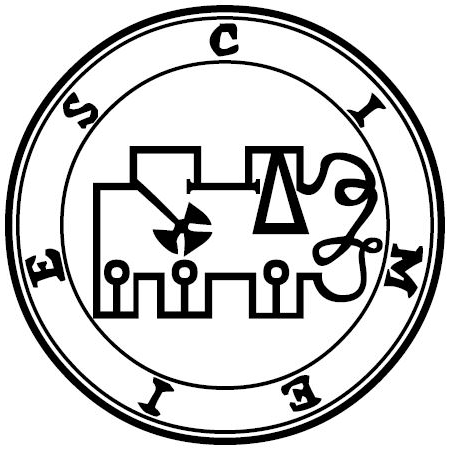
『ゴエティア』に記されたキメイエス(Cimeies)のシジル

キマリス（Kimaris）は悪魔学における悪魔の一人。

## 概要
キメリエス（Cimeries）、キメイエス（Cimeies、Cimejes）とも呼ばれる。『ゴエティア』によると、地獄の20の軍団を率いる序列66番の強力な大侯爵。
『ミュンヘン降霊術手引書』では、Tvueriesという名前で紹介され、30軍団を配下に持つ大侯爵であるという。
黒い名馬にまたがった勇猛な戦士の姿で現れる。アフリカの全ての悪霊を統括しているとされる。召喚者に完璧な文法・論理学・修辞学を教えることができ、また失くしたり隠された事物や財宝を見つけ出すこともできる。人を兵士の姿に変化させたり、海や川を迅速に渡らせたりすることができるという説もある。